# Nie-decyzja
Nie-decyzja – akt nielosowego wyboru zaniechania politycznego. Występuje w przypadku, gdy proces decyzyjny zostanie przerwany na którejkolwiek fazie przed dokonaniem przemiany rzeczywistości istniejącej w rzeczywistość pożądaną. 
Typy nie-decyzji politycznych według klasyfikacji Z. J. Pietrasia:
1. neglekcyjna - zaniechanie przez ośrodek decyzyjny uświadomienia sobie istniejącego problemu, który jest elementem sytuacji decyzyjnej
2. omnisyjna - świadome zaniechanie działania
3. kunktatorska - taktyczne zaniechanie działania politycznego (zaniechanie podjęcia decyzji proceduralnej o potrzebie podjęcia decyzji)
4. remisyjna - zaniechanie precyzyjnego określenia celów działania politycznego
5. symboliczna - zadeklarowanie poparcia dla podstawowych wartości politycznych, przy jednoczesnym zaniechaniu określenia metod, implementacji i środków działania
6. optatywna - przerwanie procesu decyzyjnego w fazie implementacji

Nie-decyzje przeszkadzają w wykonaniu prawidłowo zaplanowanej decyzji politycznej.